# Tičan
Tičan ili Tićan naselje je u Republici Hrvatskoj u sastavu Općine Višnjan, Istarska županija. Nalazi se na istoimenome brdu na 360 m nadmorske visine u katastarskoj općini Sv. Vital, okruženo šumom i njivama. Tlo je na tom području najtipičnija "terra rossa" (crvenica). Povremeno u Tićan dolaze radio amateri koji su sa zapadne strane postavili kompleks antena koje koriste tijekom radio amaterskih natjecanja. S istočne strane naselja izgrađena je astronomska osmatračnica zvjezdarnice Tičan, dok se na sjevernoj strani priprema prostor za geofizičku stanicu.
Djelomično obnovljena crkva Sv. Pantaleona koristi se samo jednom u godini za Sv. Marka, kad iz nje kreće procesija po okolnim poljima.

## Povijest
Dosad dostupna povijest prikazuje Tićan kao bogato seosko imanje, kasnije i ladanjsko imanje okruženo njivama, voćnjacima i japanskim vrtom (parkom) s južne strane. Ispod samog brda, postojalo je do početka dvadesetog stoljeća i jezero, koje je nestalo nakon miniranja za postavljanje pumpne stanice.
Financijskim kolapsima, udajama i agrarnom reformom mijenjalo je mnoge vlasnike da bi 2002. u starom dijelu izgubilo i posljednjeg žitelja.

## Stanovništvo
Prema popisu stanovništva 2011. godine naselje je imalo 16 stanovnika.

| broj stanovnika | 16    | 15    |
|                 | 2011. | 2021. |